# Amelotabes simpsoni
Amelotabes simpsoni és una espècie extinta de mamífers paleanodonts que visqueren durant l'Eocè a Nord-amèrica.